# أر آي أو
أر آي أو
أر آي أو R.I.O. وهي فرقة غناء ألمانية تشكلت في سنة 2007 وتتكون من مانويل ريوتر المعروف بدي جي مانيان و يان بايفر و حتى سنة 2012 نيل ديار (توني تي) من أفضل أغانيهم أغنية turn this club around وأغنية party shaker أغانيهم نالت أفضل المراتب في ألمانيا والنمسا وسويسرا .

## وصلات خارجية
- أر آي أو على موقع ميوزك برينز (الإنجليزية)
- أر آي أو على موقع ديسكوغز (الإنجليزية)